# Буферна зона (филм)
„Буферна зона“ е български игрален филм (драма) от 2014 година на режисьора Георги Дюлгеров, по сценарий на Георги Дюлгеров. Оператор е Георги Челебиев. Музиката във филма е композирана от Мира Искърова и Христо Намлиев.

## Сюжет
Тодор Черкезов (Руси Чанев) е претърпял автомобилна катастрофа, в която е заг(убил) жена си. Самият той остава полусляп. Човек на визията, кинорежисьор, Черкезов (про)вижда няколко сънища, които на пръв поглед нямат връзка помежду си...
В първия сън заради сексуалното влечение към Ирина, жена му, той пренебрегва паметта на майка си, но…
Във втория сън Тодор е напът да изневери на жена си, но…
В третия сън Тодор насила задържа жена си, която иска да го напусне, но…
В четвъртия сън Тодор спасява живота си с помощта на жена си, но…
В петия сън Тодор за пръв път жертва себе си заради друг човек, но…
В шестия сън Тодор е в буферната зона – между живота и отвъдното – и търси прошка за греховете си, но…
В действителността той получава формално оневиняване, но…
Къде е скрито „златното ключе“ на режисьора?...

## Актьорски състав
- Руси Чанев
- Стефка Янорова
- Ивайло Христов
- Димитрина Тенева
- Розалия Абгарян
- Тигран Торосян
- Христина Иванова
- Снежина Петрова
- Меглена Караламбова - майката
- Иван Бърнев
- Вълчо Камарашев - къдравия Георги
- Стефан Мавродиев
- Радена Вълканова

## Награди
- Награда от Съюза на българските филмови дейци от фестивала „Златна роза“ (Варна, 2014).[1]